# Fort Osu
Pour un article plus général, voir Forts de la côte ghanéenne.
Fort Osu, ou Fort Christiansborg, est un ancien comptoir colonial fortifié, situé à Accra, au Ghana. Il a été construit en 1652, pour le compte des Suédois. Le fort est situé en territoire Ga, une ethnie encore aujourd'hui dominante dans le Grand Accra, région qui s'est développée à partir des forts bâtis au XVIIe siècle par les Européens, pour le commerce de l'or et la traite négrière. Depuis 1979, il fait partie des forts de la côte ghanéenne inscrits sur la liste du patrimoine mondial de l'Unesco.

## Histoire

### Le fort Osu, comptoir suédois (1649-1661)
Dans le même secteur, Fort Crèvecœur, implantation néerlandaise, est bâti en 1642 sous forme de simple comptoir, puis agrandi en 1649 par la Compagnie néerlandaise des Indes occidentales. L'un de ses représentants, Henry Caerlof, entretenant de bonnes relations avec le Dey de Fetu (roi du Ghana), obtient de construire un peu plus tard, en 1652, le futur Fort Christiansborg, alors appelé Fort Osu, pour le compte de la Compagnie suédoise d'Afrique.

### Le fort Christiansborg, sous contrôle danois (1661-1850)

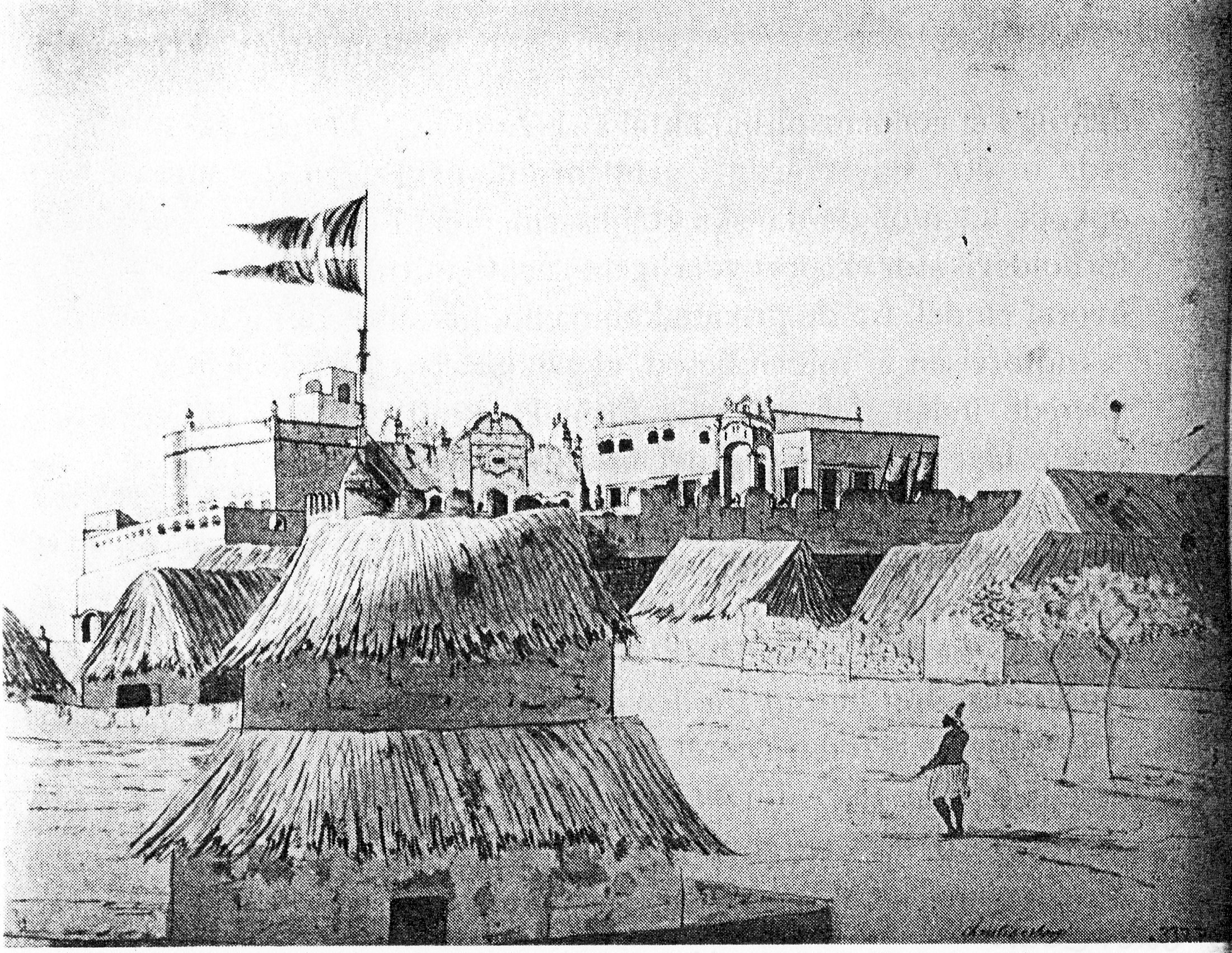
Le fort au début du XVIIIe siècle.

En 1657, Henry Caerlof et le fort de Cape Coast se placent au service de l'Empire colonial du Danemark. À partir de cette année commence le développement de la Côte-de-l'Or danoise.
En 1661, les Danois achètent le fort Osu pour la somme de 3 200 florins d'or. Ils agrandissent le site en achetant des terrains pour pouvoir installer des entrepôts et nommèrent le fort « Christiansborg », du nom du roi Christian V de Danemark (1646-1699). Il occuperont le site pendant 200 ans malgré de courtes interruptions.

En 1680, une mutinerie encouragée par un officier grec travaillant pour les Danois permit au Portugais Julião de Campos Barreto, en visite, de racheter le site, rebaptisé Fort São Francisco Xavier, du nom du missionnaire catholique François Xavier. Une autre mutinerie, en 1682, permit aux Danois de reprendre le site en 1683, et d'en faire la capitale de la Côte-de-l'Or danoise, au lieu de Fort Fredriksborg.

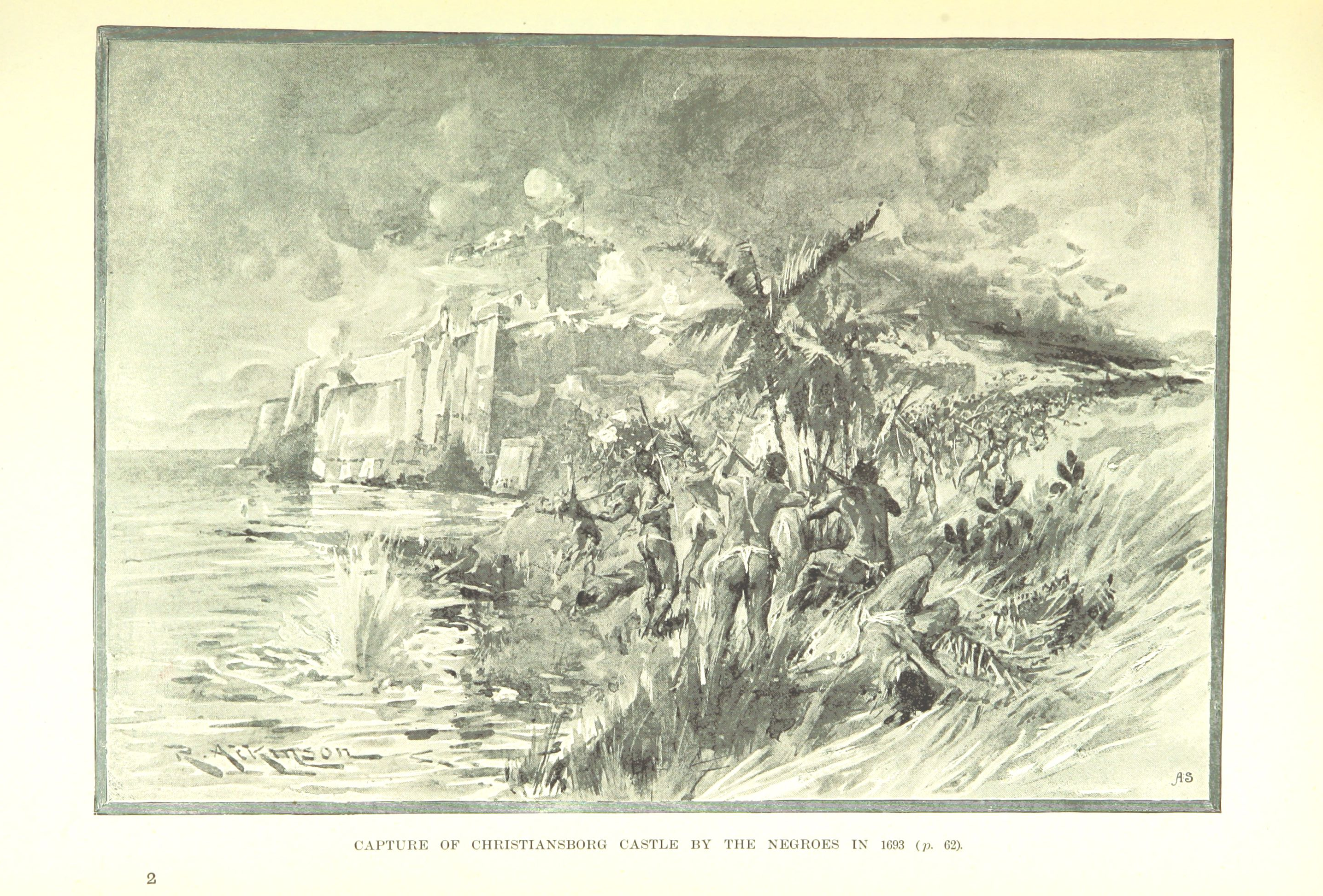
Capture du fort par les Akwamus en 1693.

En 1693, Asemeni, un puissant marchand du royaume d'akwamu, arrive à s'emparer du fort avec ses 80 hommes. Il endosse alors la charge de gouverneur, puis revend le fort au Danois l'année suivante. Les Akwamus resteront toutefois en partie propriétaires du fort.

#### La traite négrière danoise

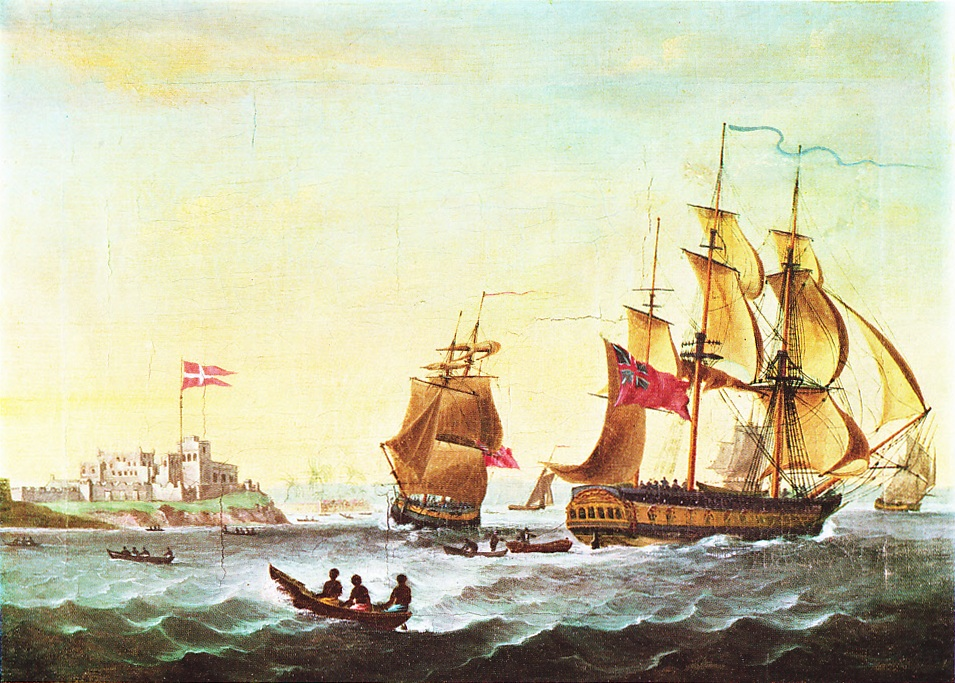
Deux navires négriers britanniques à Christiansborg vers 1800.

De 1694 à 1803, le comptoir est un poste de traite important, où la pacotille européenne de forte valeur (armes, munitions, liqueurs, outils), est échangée contre de l'or, mais aussi des esclaves, qui sont ensuite transportés dans les colonies danoises aux Amériques. Au total, la traite négrière par l'Empire du Danemark, a entraîné la déportation de 100 000 individus.
En 1792, l'Empire danois interdit la traite négrière, mais il faut attendre 1803 pour que la mesure entre en application.

### Vente aux Britanniques (1850-1957)
En 1814, à la suite du traité de Kiel, le royaume de Danemark-Norvège se sépare, entrainant des problèmes de trésorerie tels qu'en 1850, l'ensemble des comptoirs danois est vendu à l'Empire britannique. Le fort Christiansborg est cédé ainsi pour la somme de 10 000 livres sterling.

En 1862, le fort est sévèrement endommagé par un séisme. Il est ensuite reconstruit et devient, à partir de 1873, le siège du gouverneur colonial britannique de la Côte de l'Or.

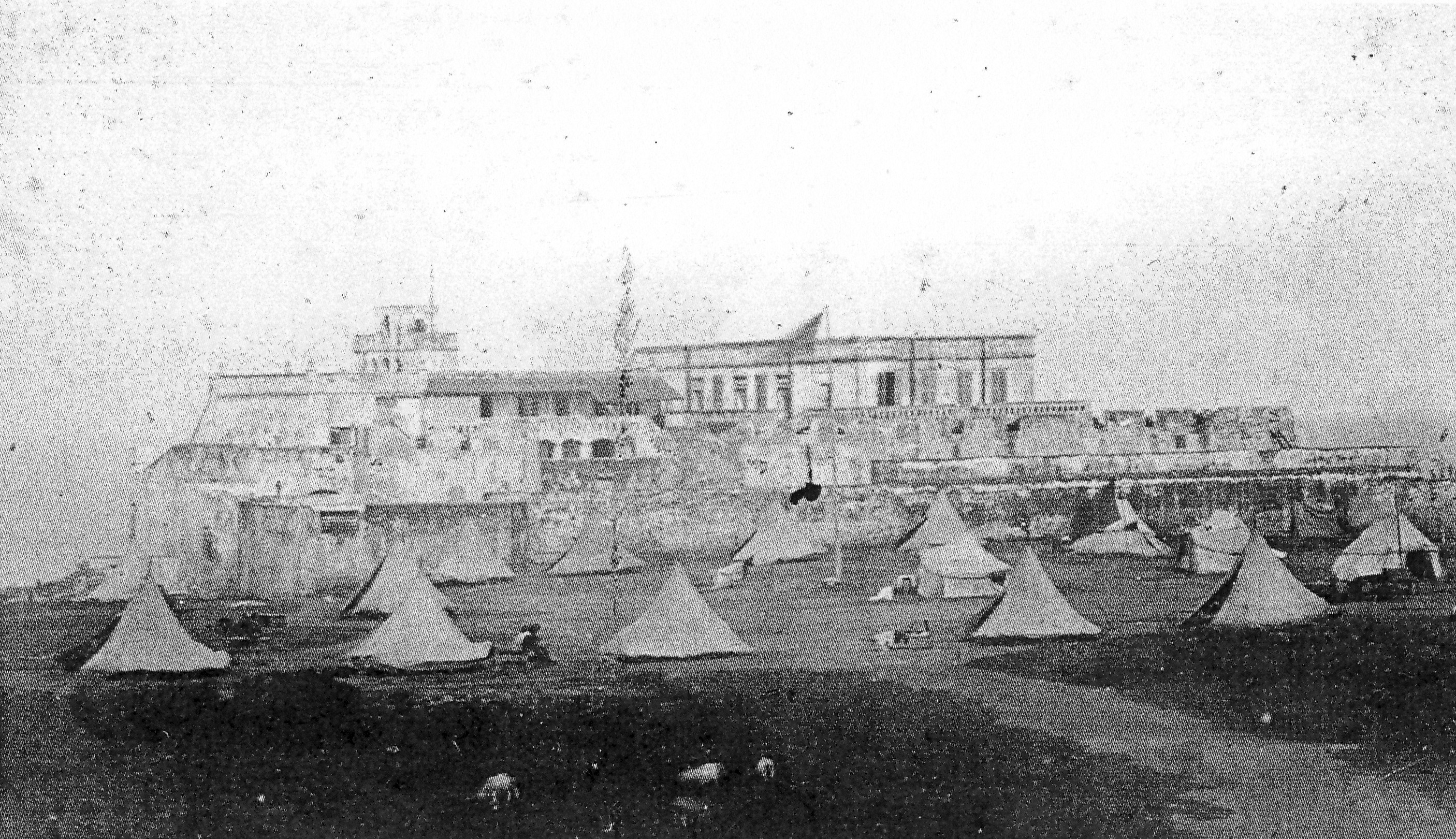
Évacuation du fort à la suite du séisme de 1862.
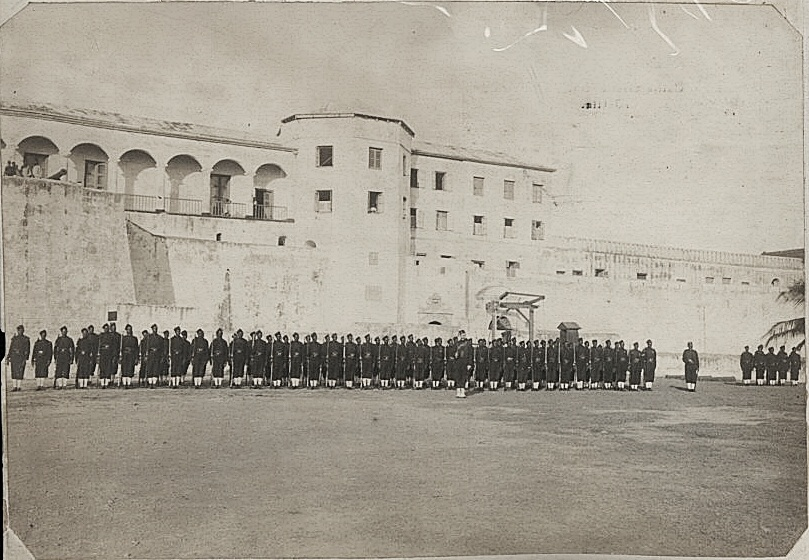
Troupes coloniales britanniques, vers 1870.
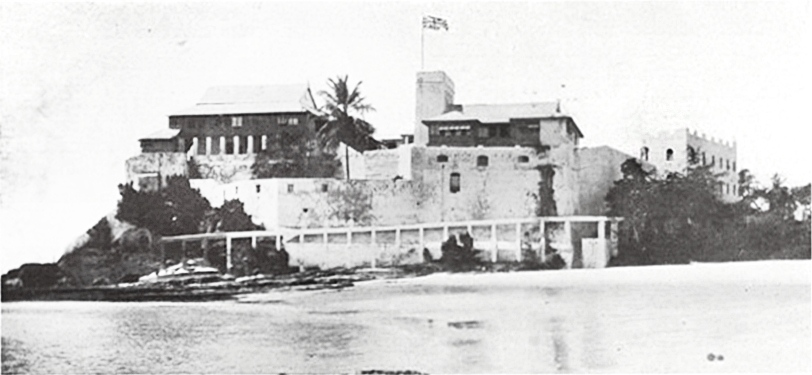
Le fort en 1925.

### Fort Osu depuis l'indépendance du Ghana

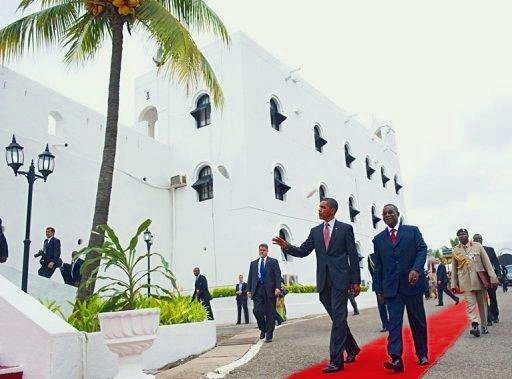
Le président Obama accueilli au Fort Osu par le président Atta Mills en 2012.

Lors de l'indépendance en 1957, le Fort Osu, renommé « Maison du gouvernement », devient le siège du gouverneur-général. En 1960, quand le Ghana devient une république, le site est alors la résidence du président, dont le premier est Kwame Nkrumah. En 2009, en raison du lien trop marqué entre la traite négrière et l'histoire du fort, le président John Kufuor déménage une première fois le gouvernement au Flagstaff House. Toutefois, l'année suivante, le président John Atta Mills le fera réintégrer le site, jusqu'en 2013, où le président John Dramani Mahama refait déplacer les institutions.
En 2017, le président Nana Akufo-Addo exprime le souhait de transformer le site en musée.

## Protection patrimoniale
Le site est protégé comme monument historique depuis 1969 et, en 1979, il est inscrit avec 27 autres sites sur la liste du patrimoine mondial de l'Unesco dans l'ensemble nommé « Forts et châteaux de Volta, d'Accra et ses environs, et des régions centrale et ouest ».

## Galerie

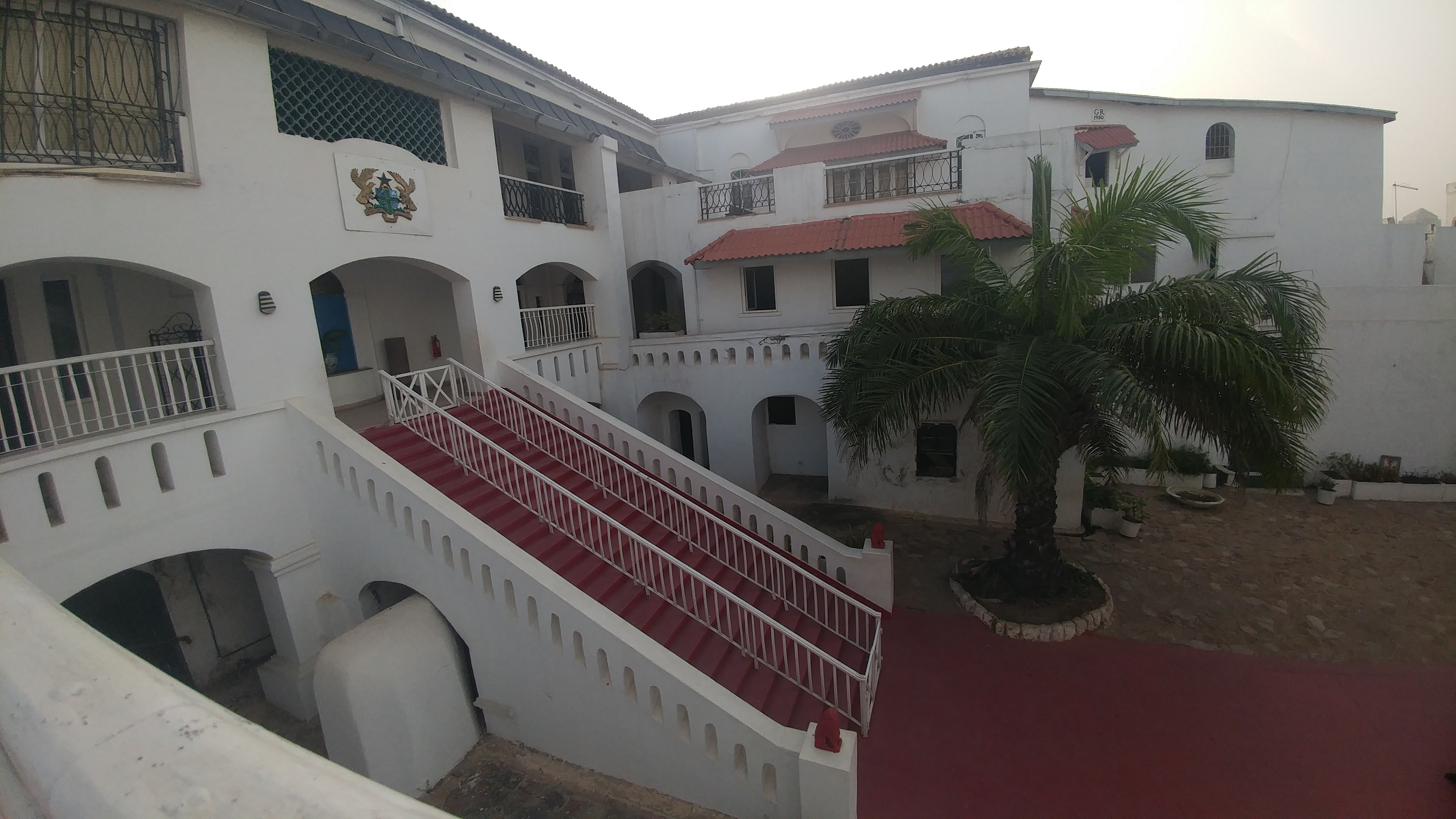
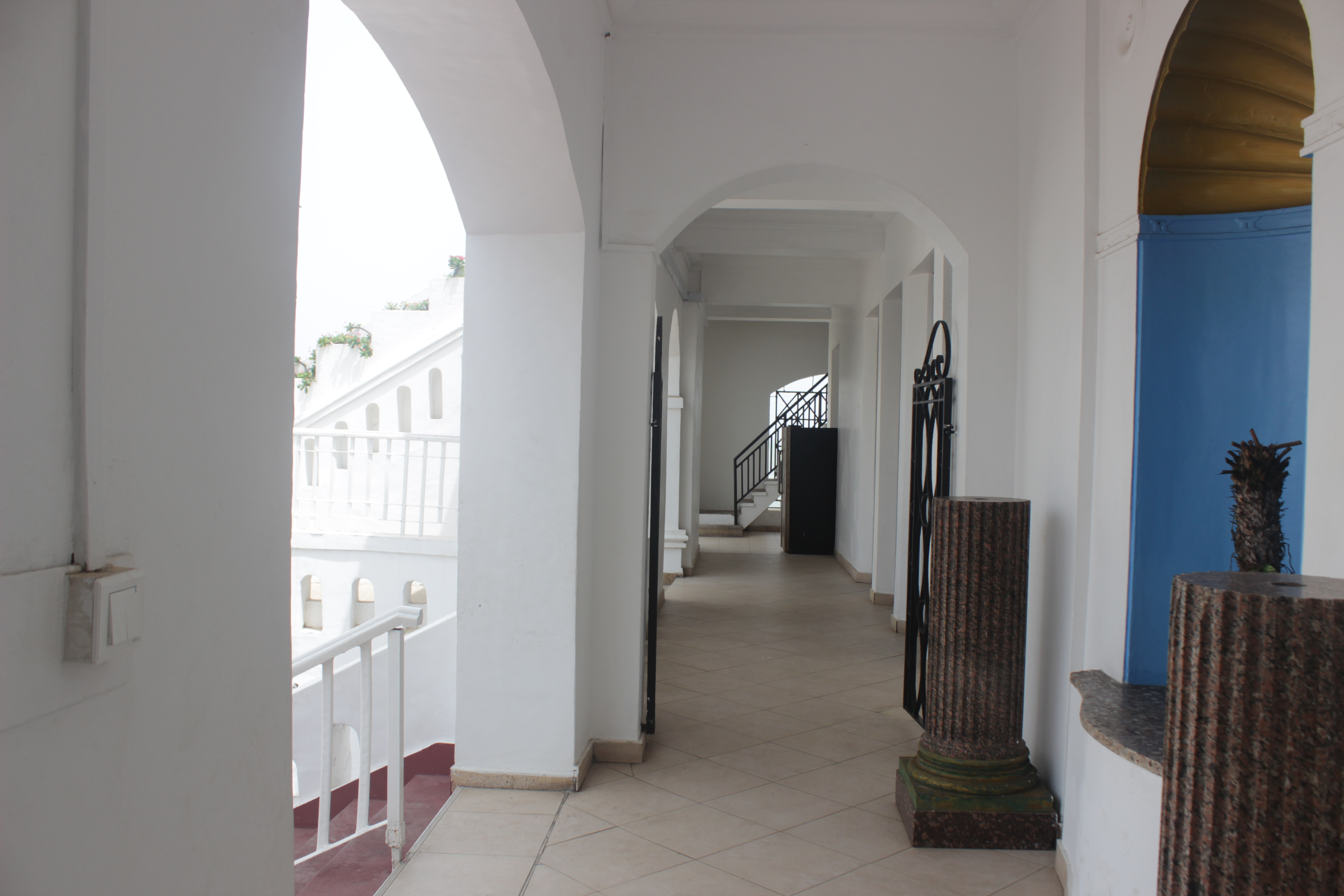
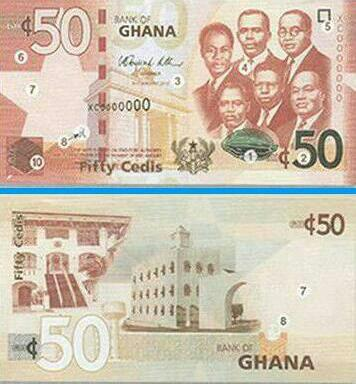
Le billet de 50 Cedis en 2017.